# Північна Кароліна
Півні́чна Каролі́на (англ. North Carolina) — штат США на Атлантичній низовині та в Аппалачах. Межує з Південною Кароліною й Джорджією на півдні, Теннессі на заході, Вірджинією на півночі та Атлантичним океаном на сході. Північна Кароліна знаходиться на 28-му місці за площею та на 15-му за густотою населення серед 50-ти штатів США. Північна Кароліна нараховує 100 округів. Штат займає площу 139,4 тисячі км², кількість мешканців становить 6,9 млн (22 % чорношкірого населення).
Адміністративний центр — Ралі (Ролі), головні міста: Шарлотт, Грінсборо, Вінстон-Сейлем.

## Географія
Гори Аппалачі (включаючи Блу Рідж і гори Грейт Смоукі).

## Мовний склад населення
| Мови (2010) | Частка людей старших 5 років, % |
| ----------- | ------------------------------- |
| Англійська  | 89,66                           |
| Іспанська   | 6,93                            |
| Французька  | 0,32                            |
| Німецька    | 0,27                            |
| В'єтнамська | 0,24                            |
| Китайська   | 0,23                            |
| Арабська    | 0,17                            |
| Корейська   | 0,16                            |
| Тагальська  | 0,13                            |
| Хінді       | 0,12                            |
| інші        | 1,77                            |

## Господарство
Вирощування тютюну (перше місце в країні), кукурудзи, сої; тваринництво, лісництво (64 % території під лісом); текстильна, тютюнова, електронна промисловість; туризм.
Виробляється тютюн, кукурудза, соя, м'ясо птиці, м'ясні продукти; текстиль, одяг, цигарки, меблі, хімікати, устаткування.
Відомі люди: Біллі Грем, О. Генрі, Джессі Джексон, Томас Вулф, Пейтон Мурмайєр.

## Історія
Після безуспішних спроб створення англійської колонії Роанок Айленд у 1585 і 1587 роках постійне поселення виникло тільки 1663 року; Північна Кароліна — один з перших 13-ти штатів.

## Список міст Північної Кароліни
| Назви міст і селищ: | Англійською   | Населення: |
| ------------------- | ------------- | ---------- |
| Шарлотта            | Charlotte     | 897,720    |
| Ролі (Капітал)      | Raleigh       | 467,665    |
| Ґрінзборо           | Greensboro    | 301,115    |
| Дарема              | Durham        | 283,506    |
| Вінстон-Сейлем      | Winston-Salem | 251,350    |
| Феєтвіль            | Fayetteville  | 208,501    |
| Кері                | Cary          | 174,721    |
| Вілмінґтон          | Wilmington    | 115,451    |
| Гай-Пойнт           | High Point    | 114,059    |
| Конкорд             | Concord       | 109,896    |
| Ешвілл              | Asheville     | 94,589     |
| Ґрінвілл            | Greenville    | 87,521     |
| Ґастонія            | Gastonia      | 80,411     |
| Апекс               | Apex          | 71,065     |
| Джексонвілл         | Jacksonville  | 70,420     |
| Гантерсвілл         | Huntersville  | 63,035     |
| Чапел Гілл          | Chapel Hill   | 62,098     |
| Берлінґтон          | Burlington    | 59,287     |
| Каннаполіс          | Kannapolis    | 55,448     |
| Рокі-Маунт          | Rocky Mount   | 54,013     |
| Мурсвілл            | Mooresville   | 52,656     |
| Вейк Форест         | Wake Forest   | 51,113     |
| Вілсон              | Wilson        | 47,606     |
| Голлі-Спрінс        | Holly Springs | 45,945     |
| Гікорі              | Hickory       | 44,084     |
| Індіян-Трейл        | Indian Trail  | 41,724     |
| Ф'юквей-Варіна      | Fuquay-Varina | 40,810     |
| Монро               | Monroe        | 36,018     |
| Солсбері            | Salisbury     | 35,808     |
| Ґарнер              | Garner        | 33,669     |
| Ґолдсборо           | Goldsboro     | 33,215     |
| Корнеліус           | Cornelius     | 32,294     |
| Н'ю Берн            | New Bern      | 31,539     |
| Моррісвілл          | Morrisville   | 31,493     |
| Сенфорд             | Sanford       | 31,224     |
| Метьюз              | Matthews      | 30,124     |
| Стейтсвілл          | Statesville   | 29,681     |
| Клейтон             | Clayton       | 29,445     |
| Ліланд              | Leland        | 28,591     |
| Кернерсвілл         | Kernersville  | 27,763     |
| Ашеборо             | Asheboro      | 27,482     |
| Томасвілл           | Thomasville   | 27,399     |
| Мінт-Гілл           | Mint Hill     | 27,143     |